# Ганна Барвінок
Олекса́ндра Михай́лівна Білозе́рська-Кулі́ш, відома як Га́нна Барві́нок та А. Нечуй-Вітер (5 травня (23 квітня) 1828, Борзна або хутір Мотронівка, нині у складі с. Оленівка, Ніжинський район, Чернігівська область — 5 серпня (23 липня) 1911, Мотронівка) — українська письменниця, фольклористка, мемуаристка та хранителька літературної спадщини свого чоловіка Пантелеймона Куліша. Сестра Василя та Миколи Білозерських.

## Життєпис

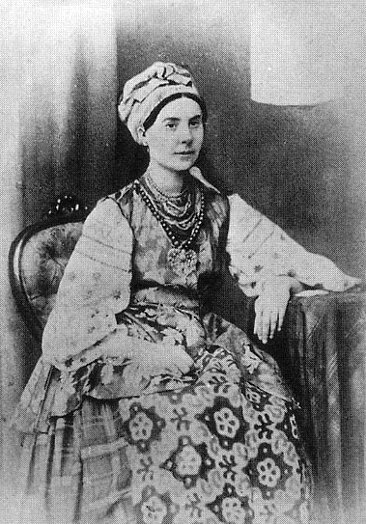
Ганна Барвінок, 1847 р.

Ганна Барвінок, портрет

Народилася у Борзні, але в той час були часті пожежі в цьому місті, і їхній будинок згорів, отож багатодітна сім'я переїхала на недалекий хутір Мотронівка.
Батько — повітовий маршалок, один із найосвіченіших людей у тих краях.
Мати  - походила з козацького роду, кохалася в українській мові, піснях, любила читати. У своїх звичках, побуті родина дуже близько стояла до селянського життя.
Брати — громадський та літературний діяч, журналіст Василь Білозерський, фольклорист і етнограф Микола Білозерський, а сестра Любов була музою Віктора Забіли (одружилася з поміщиком Іваном Боголюбцевим).
До 14 років Олександра навчалась у приватному пансіоні Козаков (село Кропивне на Полтавщині, місто Конотоп).

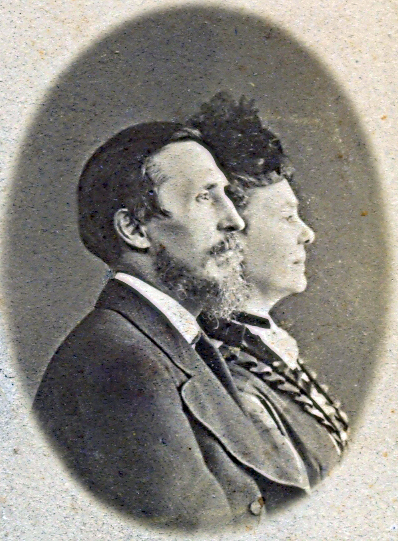
З чоловіком, 1877 р.

У 15 років познайомилася з 24-річним Пантелеймоном Кулішем. Підтримувала дружні контакти з Тарасом Шевченком, залишила про нього спогади (він також був найкращим другом брата Василя і старшим боярином на весіллі Кулішів).
1846 р. - уряд послав П. Куліша за кордон вивчати слов'янські мови. Перед від'їздом він завітав до Білозерських та знову прохав віддати за нього доньку. На цей раз пані згодилася.
22 січня 1847 р. - Олександра стала дружиною Куліша.
Після розгрому Кирило-Мефодіївського товариства й арешту чоловіка народила мертву дитину, більше дітей не мала. Виїхала до Тули, за засланим чоловіком. Від 1854 жили в Петербурзі.

Ганна Барвінок у 1907–1909 рр.

У 1883 році подружжя Кулішів оселилося в Мотронівці.
Коли згорів рукопис українського перекладу «Біблії», над яким чоловік працював 25 років, умовила його почати роботу заново.
Брала участь у розвитку філософії, ґрунтованої на українській державності.
По смерті чоловіка продала садибу в Мотронівці, щоб видати його творчу спадщину. Її зусиллями видано найповніше досі зібрання творів письменника.
Це було духовне подружжя. А коли П. Куліш помер, вона вжила всіх заходів, щоб видати його літературні твори. Задля цього продала хутір, але тих грошей не вистачило, а виданні книжки не вийшли так гарно, як їй хотілося. Ще побудувала в м. Борзні трикласну школу в пам'ять Куліша, в якій щорічно уладжувалася по ньому панахида.
В жовтні 1908 р. проводилися заходи для заснування в Парижі Української громади, один з ініціаторів, Ярослав Федорчук, звернувся із закликом до газет "Рада" (Київ) і "Діло" (Львів) допомогти скласти на чужині українську бібліотеку. Одною з перших на цей заклик відгукнулася з Полтавщини Олександра Куліш і прислала пакунок із творами свого чоловіка і власними книжечками.
Похована поряд із чоловіком у Мотронівці.
Померла 23 липня 1911 р. не діждавшися роковин смерті чоловіка. Останнє її прохання було - щорічно 27 липня згадувати про Куліша.

## Літературна діяльність

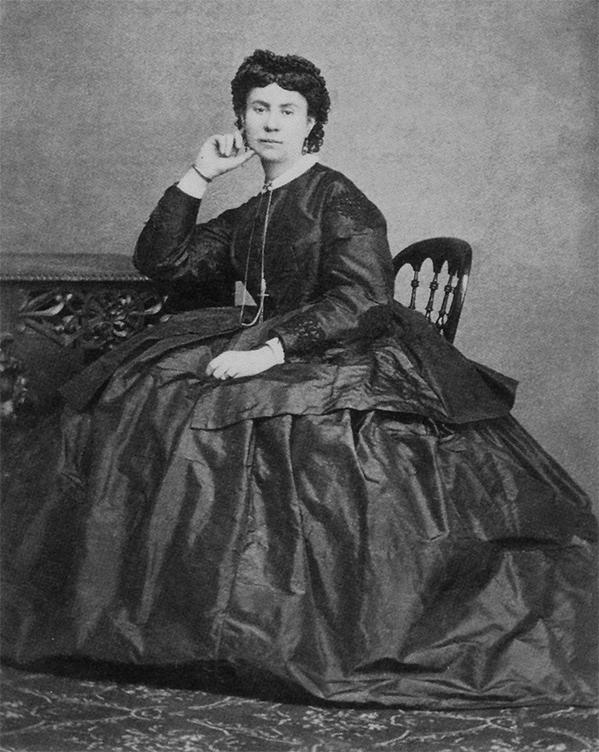
Ганна Барвінок, 1866 р.

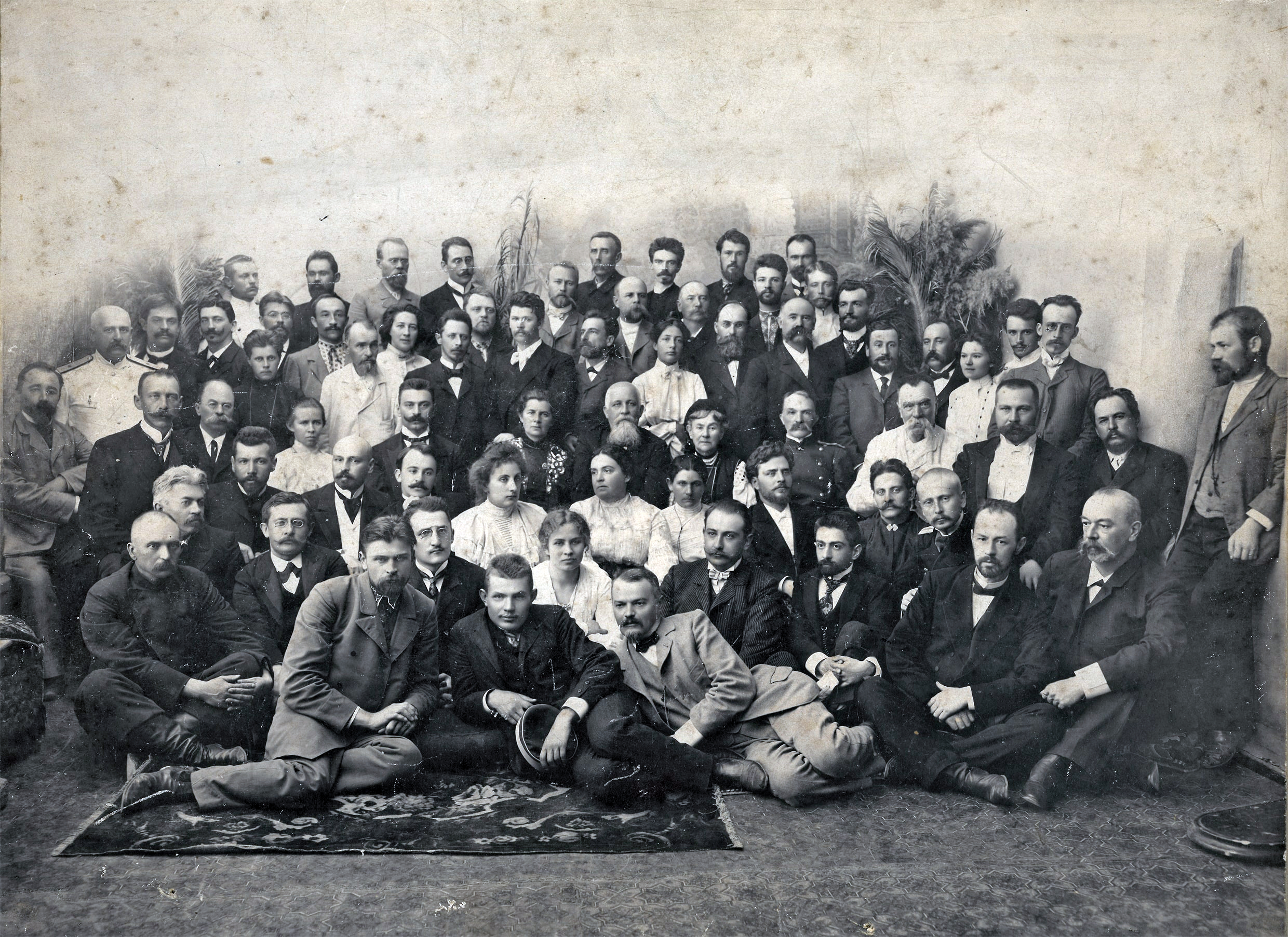
Ганна Барвінок (у центрі) серед українських громадських та культурних діячів, що брали участь у відкритті пам'ятника Котляревському в Полтаві, 1903 р.

Писати оповідання з народного життя під псевдонімом Ганна Барвінок почала 1847 року, у Варшаві, під час шлюбної подорожі. Її твори публікувалися під псевдонімом «Гуляй вітер» або «Нечуй-Вітер».
Увагу Ганни Барвінок привертали проблеми жінок у родинно-побутових взаєминах — родинний деспотизм («Хатнє лихо», 1861), безрадісне існування з чоловіком-п'яницею («Жіноче бідування», 1887), драматизм примусового шлюбу («Батькова помилка» 1902). Письменниця створила також постаті вольових жінок («Перемогла», 1887; «Молодича боротьба», 1902). Мова письменниці барвиста й образна, пересипана народними прислів'ями. Особливо колоритні оповідання «Русалка», «Квітка з сльозами, сльози з квітками», «Лихо не без добра», «Восени літо». Використовуючи чернігівські й полтавські говірки, знання сільських звичаїв та фольклору, створила драму «Материнська помста».
У 1887 року у Львові в першому феміністичному альманасі України «Перший вінок», виданому Наталією Кобринською та Оленою Пчілкою, опубліковано два оповідання Ганни Барвінок: «Перемогла. (Оповідання з народних уст)», с. 25—56, та «Жіноче бідуваннє (Оповідання, вийняте з народних уст)», с. 367—873.

## Пам'ять
Вулиці, названі на честь Ганни Барвінок, існують в кількох населених пунктах України, зокрема, у Києві та Львові.